# MixStar Studios
A MixStar Studios egy professzionális hangrögzítő és keverő stúdió, amelyet Serban Ghenea és John Hanes hangmérnökök alapítottak és működtetnek. A stúdió az Amerikai Egyesült Államokban, Virginia államban, Virginia Beach városában található. Zárt, privát létesítményként működik, és nem nyitott a nyilvánosság számára.

## Története
A stúdiót 2001-ben hozta létre Serban Ghenea és John Hanes, akik mindketten elismert nevek a nemzetközi zeneiparban. Ghenea és Hanes számos világhírű előadóval dolgoztak együtt pályafutásuk során, többek között olyan nevekkel, mint Taylor Swift, The Weeknd, Ariana Grande, Bruno Mars és sok más előadó.